# 캐나다 원주민
캐나다 원주민(영어: Indigenous Canadians)은 유럽인들이 캐나다에 들어오기 전부터 살아왔던 원주민의 총칭으로, 다양한 집단의 퍼스트 네이션과 유럽인과의 혼혈인 메티스, 그리고 북극 지방의 이누이트를 아울러 가리키는 용어이다. 인디언이나 에스키모 등의 용어가 전통적으로 사용되어 왔으나 이런 명칭은 인종 차별의 여지가 있어 최근 사용하지 않는 추세이다.
캐나다 고고학자들의 발굴 결과를 살펴 볼 때 올드 크로우 평원과 블루피쉬 동굴 같은 지역이 캐나다에서 최초로 사람이 살기 시작한 곳으로 여겨지고 있다. 팔레오인디언, 클로비스 문화, 플라노 문화, 프리도르세 문화와 같은 유적에서 아메리카 원주민들이 사용하였던 돌로 만든 화살촉, 창과 끌, 긁개와 같은 공구, 그리고 도기, 고리 장식과 같은 생활품들이 발견되고 있다. 이 시기의 유물들은 대부분 신석기 문화에 해당한다.
캐나다 원주민은 정착생활을 하면서 독자적인 문명을 이루었고, 농경 문화를 발전시켰다. 기념할만한 건축물들을 남겼으며, 복잡한 사회 계급 제도와 전통을 형성하였다. 메티스 문화는 17세기 중반 이주해온 유럽인들과 퍼스트 네이션의 부족이나 이누이트 간의 혼혈을 통해 형성되었다. 이누이트는 유럽인 정착 초기에는 그리 영향을 받지 않았지만, 퍼스트 네이션의 여러 부족들은 유럽인들이 유입되면서 많은 법률과 조약을 통해 관계를 맺었다. 원주민의 자치권 역시 이러한 과정을 통해 형성되었다.
2016년 캐나다 인구 조사에 따르면 캐나다 원주민의 인구는 모두 합쳐 1,673,785명으로 전체 인구의 4.9% 정도이며, 14세 미만의 인구 중 7.7%가 원주민 후손으로 집계되었다. 자치정부 단위를 갖는 퍼스트 네이션들이 600여개 이상 존재한다. 이들 퍼스트 네이션들은 언어, 예술, 음악 등의 문화가 서로 다르다. 퍼스트 네이션들은 “원주민의 날” 행사를 열고 캐나다의 역사에 원주민의 기여한 점들과 자신들의 문화를 기념하고 있다.

## 용어
캐나다에서는 원주민을 가리키는 용어로 “퍼스트 피플”(First peoples, 선주민) · “퍼스트 네이션”(First nations, 선주민족)을 사용한다. 퍼스트 피플이나 원주민이라는 말은 캐나다에서 보통 퍼스트 네이션에 속하는 주민들을 뜻하는데, 넓게는 유럽인과의 혼혈인 메티스나 북극권에서 주로 생활하는 이누이트들을 가리킬 때에 사용하기도 한다. 그러나, 캐나다의 역사에서 퍼스트 네이션은 보통 북아메리카 원주민을 가리키는 용어로 쓰여 왔다. 이 경우엔 메티스와 이누이트는 별도로 다룬다. 원주민의 등록과 캐나다 인디언 보호지의 관리를 위해 마련한 인디언 법에 따라 작성된 캐나다 인디언 보호지 목록에서는 퍼스트 네이션을 캐나다에 존재하는 여러 퍼스트 네이션에 속한다는 자기 정체성을 갖는 사람으로 정의하고 있다. 즉, “나는 하이다 족이다”라거나 “우리는 콴틀랜스다”고 하는 사람들을 퍼스트 네이션으로 인정하고 있는 것이다. 1982년 개정된 캐나다 헌법 35조에서는 “캐나다 원주민은 인디언, 이누이트, 메티스 족을 말한다”고 정의하고 있다.
캐나다 헌법에서는 여전히 “인디언”이라는 용어가 사용되고 있지만, 인디언이라는 표현은 부적절하다는 비판을 받고 있다. 이때문에 “원주민”이라는 낱말을 사용하는 것이 보다 일반적이다. 캐나다 원주민들 역시 토지 사용과 자치권을 주장할 때 스스로를 “원주민”이라고 표현한다.
“에스키모”라는 낱말은 캐나다와 그린랜드에서 멸시의 의미가 있는 것으로 받아들여지고 있어서, 이누이트는 자신들을 에스키모로 부르지 말라고 한다. 한편, 북극권의 원주민을 통틀어 에스키모라고 부르는 것은 실제 민족 구분에도 알맞지 않은 용어이다. 시베리아 극동부에서 알레스카에 걸쳐 거주하는 유픽은 자신들이 이누이트와는 다른 종족이라고 생각한다. 이누이트와 유픽은 사용하는 언어도 다르다. 유픽은 이누이트와 달리 에스키모라는 명칭에 거부감이 없다.

## 역사

### 팔레오인디언 시기

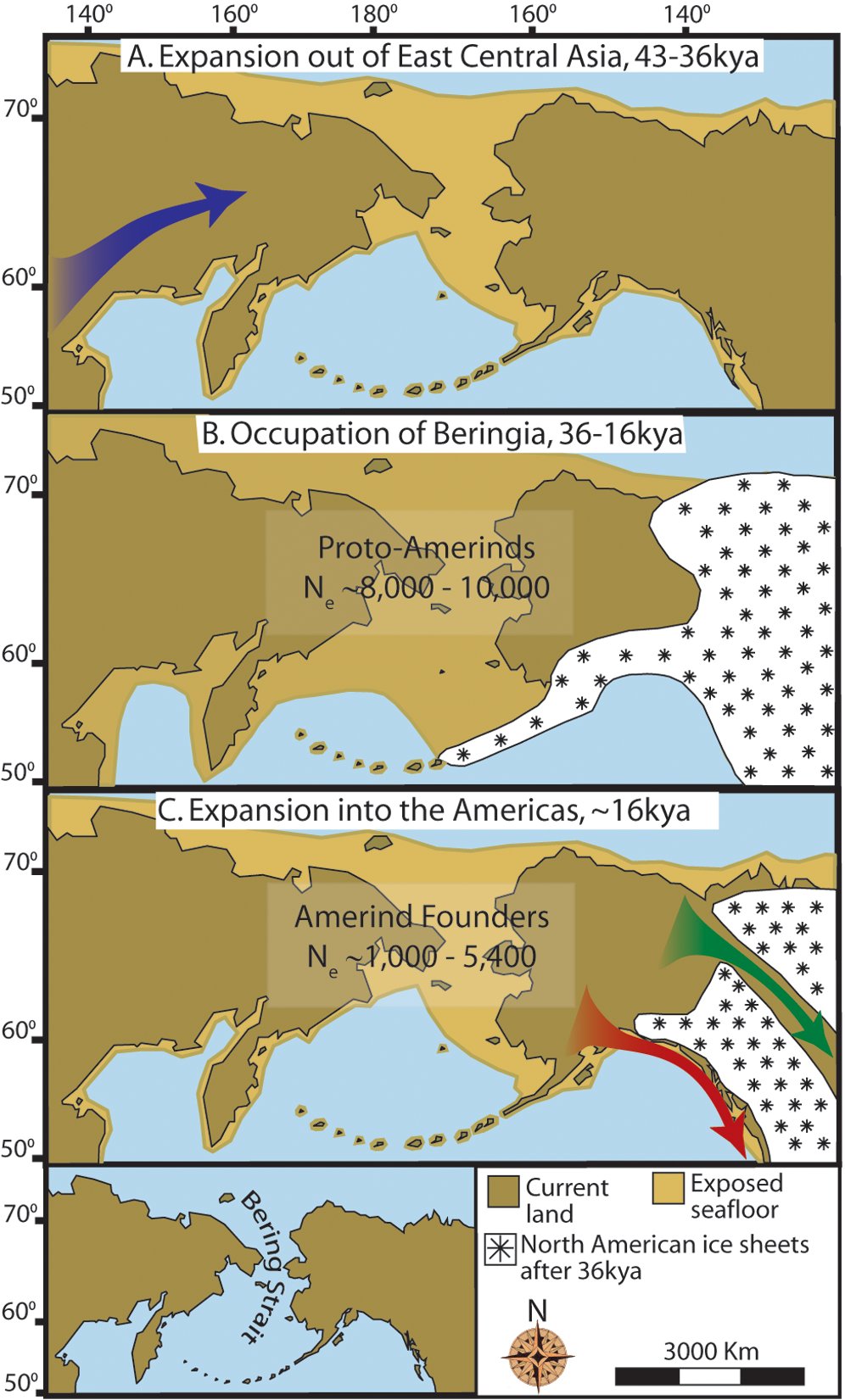
초기 인류의 아메리카 대륙 이주

아메리카 원주민의 유전자적 역사와 선사시대의 북아메리카 문화에 대한 고고학적 유물과 유적을 보면 초기 인류의 아메리카 대륙 이주는 초기 인류의 이주에서 가장 마지막 시점에 이루어졌다. 위스콘신 빙하가 있었던 5만 년 전부터 1만7천 년 전까지의 시기에 낮아진 해수면으로 시베리아와 알레스카는 베링 육교로 연결되어 있었다. 이 시기엔 로렌타이드 빙상이 북아메리카의 대부분 지역을 덮고 있었지만, 알레스카는 산맥이 비그늘 역할을 하여 눈으로 덮이지 않았고 사람과 생물들이 두 대륙 사이를 지날 수 있었다.
유전자 연구에서는 아메리카 원주민들이 단일한 소규모 집단으로 이루어진 선조들로부터 갈라져 나왔다고 보고 있다. 이 선조 집단은 다른 인류 집단들로부터 고립된 채 베링 육교를 건너 아메리카 대륙으로 이주하였다. 이들이 이주한 시기는 대략 1만 년 전에서 2만 년 전 사이로 추정된다. 약 16,500년 전, 마지막 빙하기의 정점이 끝나고 북아메리카의 빙상이 녹기 시작하자 알레스카에 있던 선주민들은 남하하기 시작하였다.
첫 아메리카 이주민들은 플라이스토세에 살았던 자이언트 비버, 초원 들소, 사향소, 마스토돈, 울리 맘모스와 같은 동물들을 사냥하였다. 초기 아메리카 이주 인류의 이동 경로에 대해서는 두 가지 가설이 있는데, 하나는 이들이 알레스카에서 빙하가 없는 로키산맥의 서쪽 해안을 따라 북아메리카를 남하한 후 계속해서 안데스산맥의 서쪽 해안을 통해 남아메리카로 이동하였다는 것이고, 다른 하나는 배를 타고 태평양 연안을 따라 내려가며 해안가에 정착하였고 그 이후 로키산맥과 안데스산맥을 넘었다는 것이다. 마지막 빙하기의 해수면은 지금보다 백미터 이상 낮았다.
마지막 빙하기의 제4 빙기 동안에도 캐나다의 올드 크로우 평원에 있는 습지에는 빙하가 있지 않았기 때문에 이 지역은 생물들과 인류의 통로가 되었다. 이 지역에는 약 2만 년 전부터 1만 년 전까지 사람들이 이주하여 온 유물들이 발견되고 있다. 또한, 하이에나와 낙타와 같이 그 이전 시기에는 북아메리카에서 살지 않았던 동물들의 화석이 발견된다. 유콘 준주의 블루피쉬 동굴에서 1만5천 년 전 무렵 사람들이 사냥한 흔적이 남아있는 맘모스 뼈가 발견되었다.
1950년대 지리학자들은 마지막 빙하기에 알베르타를 남북으로 지나는 얼음이 없는 회랑이 있었을 것이라고 추측하였다. 뗀석기로 만든 긁개와 찌르개가 보우 강과 레스브리지 지역에서 발견되었다. 이 석기 유물들은 빙하토와 자갈들 틈에서 발견되었는데, 대략 2만3천여 년 전에 초기 인류가 이곳을 지나갔다는 것을 뜻한다. 고고학자들은 앨버타와 올드 크로우 평원을 지난 초기 인류의 정확한 연도를 확인하는 연구를 계속하고 있다.

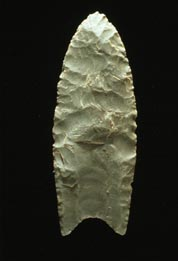
독특한 뗀석기 제작기법으로 만들어진 코비스 창촉은 코비스 문화의 특징이다.

1930년대 뉴멕시코주의 코비스 지역에서 1만3천5백 년 전 무렵에 제작된 유물들이 발견되었다. 코비스 문화는 처음으로 아메리카 대륙에 널리 퍼진 팔레오인디언 문화이다. 이후 고고학적 발견이 이어져 북아메리카 대평원부터 칠레에 이르기까지 부싯돌을 다듬어 사용한 문화가 확산되었다는 것이 확인되었다.
초기 이주 인류의 문화는 12,900 - 11,500년 사이의 소빙기를 거치면서 지역화되었다. 이 시기에 폴솜 창촉을 사용하였던 폴솜 문화가 있었다. 폴솜 문화에서는 이 창촉을 사용하여 아메리카 들소를 사냥하였다.
베링 육교는 13,000 - 11,000년 전 무렵까지 아시아와 아메리카를 연결하고 있었다. 이를 통해 초기 인류는 여러 차례 아메리카로 이주하였다. 이 시기 캐나다 서안에 위치한 퀸 샬럿 제도는 낮아진 해수면때문에 퀸 샬럿 해협과 헤케이트 해협까지 모두 육지로 연결되어 광대한 “고대 하이다과이 평원”을 이루었다.
이 지역에서는 13,000 - 9000년 전무렵 인류가 석기를 사용하여 수렵채집사회를 이루고 있었던 유적들이 발견되고 있다. 1992년 7월 캐나다 연방 정부는 아메리카로 이주한 초기 인류 문화가 처음 확산된 사이템(X̲á:ytem) 지역을 캐나다 국립 역사 지역으로 공식 지정하였다.
12,000 - 10,000년 전 무렵에는 북아메리카 대평원 지역에 수렵채집 문화인 플라노 문화가 퍼져나갔다. 팔레오인디언 문화는 빙하가 물러나자 새롭게 바뀐 환경 속에서 새로운 땅으로 퍼져나갔다. 플라노 문화는 플라노 창촉으로 아메리카 들소, 가시뿔영양, 순록, 사슴, 라쿤, 코요테와 같은 동물들을 사냥하였다. 플라노 문화에서는 집단이 한 지역에 오래 머무르게 되었는데 노바스코샤주의 벨몬트에서는 약 11,000 - 10,000년 전에 이 지역에 살았던 사람들이 여러 세대에 걸쳐 한 곳에 머무른 유적이 발견되었다.ref name="palo"/> 이 집단은 계절에 따라 사냥과 어로를 하였고, 직물로 된 옷을 입고 나무 골격 위로 가죽을 씌운 텐트에서 살았다.

### 원시 시대
북아메리카의 기후는 약 1만 년 전 무렵 안정화되어 오늘날과 비슷하게 되었다. 기후의 변화는 인류의 이주를 촉진하였고, 광범위한 식물의 재배가 이루어졌다. 그 결과 아메리카 전역에서 인구가 급격히 증가하였다. 수 천년 전부터 아메리카 원주민들은 다양한 식물 종을 길렀다. 이들이 기른 곡물들은 오늘날에도 여전히 재배되고 있는데, 아메리카 대륙을 기원으로 하는 곡물은 전 세계 곡물 재배량의 50 - 60%를 차지하고 있다.

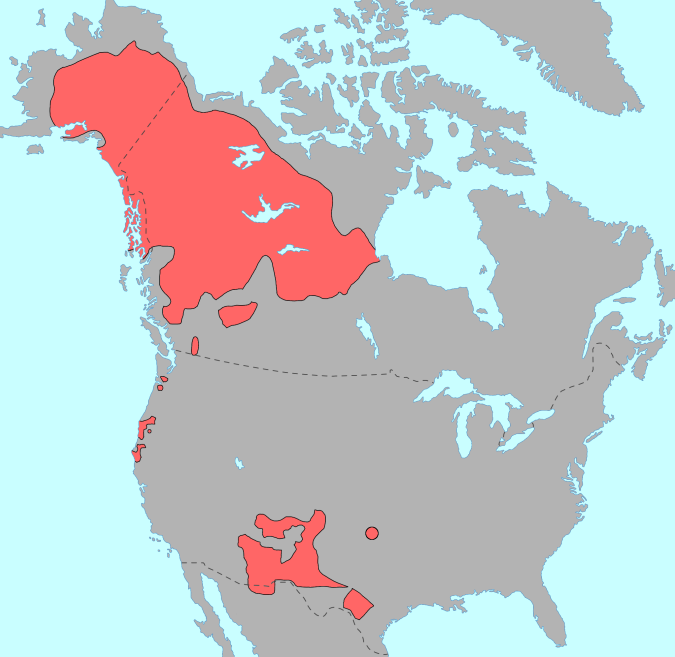
나데네어족의 분포

캐나다의 기후와 생태계, 식물상과 동물상은 광활하고도 다양한 지형에 따라 나뉜다. 캐나다는 마지막 빙하기가 끝난 뒤 북태평양과 북대서양 그리고 북극해로 둘러 쌓이게 되었고, 대륙 내부에는 많은 숲들이 생겼다. 원시 시대 아메리카 원주민들은 자연스럽게 주변 환경에 의해 서로 다른 집단으로 나뉘게 되었고, 오랜 세월이 지나면서 서로 다른 언어를 사용하게 되었다. 언어의 차이는 사회 구성원의 자기 정체성과 정신적 요소 형성에 영향을 주었다. 캐나다 원주민의 종교는 의인화된 자연과 애니미즘 사상에서 비롯되었다.
원시 시대 만들어진 매장식 무덤에 있는 부장품들로 보아 당시 사회에 이미 사회적 위치에 따른 차등이 존재하였다. 이 시기에 정착한 원주민들 가운데에는 오늘날에도 여전히 첫 정착지에서 살고 있는 경우도 있다. 스톨로족(Stó:lō)은 10,000 - 9,000년 전 무렵 지금의 브리티시컬럼비아주 프레이저 계곡에 있는 솔 테멕스우(S'ólh Téméxw)에 정착한 뒤 지금까지 계속하여 살아오고 있다. 브리티시컬럼비아의 스테이브 호, 코퀴틀람 호, 포트 랭글리와 같은 고고학 발굴지에서 초기 원시 시대 유물들이 출토되었다. 이 유물들을 살펴보면 이 지역에 들어온 초기 인류는 매우 빈번하게 이동하는 수렵채집 생활을 하는 20명에서 50명 단위의 집단이었다. 나데네어족에 속하는 사람들은 기원전 8천 년 전 무렵부터 캐나다 북서부에 넓게 퍼져 살게 되었다. 나데네어족에는 아사바스카어를 사용하는 부족과 나바호족, 아파치족 등이 속한다. 이들은 여러 가족들이 함께 모여 있는 마을을 이루고 여름 동안에 사냥과 어로, 식량 수집을 하여 겨울을 준비하였다. 위아도트족은 기원전 8,000 - 7,000년 사이에 에라모사 강 주변인 사우던 온타리오에 정착하였다. 그들은 빙하로 덮힌 심코에 호와 조지아만 사이의 지역에서 순록을 사냥하며 살았다. 아메리카들소가 여러 퍼스트 네이션들의 문화에 중요한 요소가 된 것은 대략 기원전 6,000 - 5,000년부터이다. 이들은 아메리카들소를 절벽으로 몰아 넣어 사냥하였다. 이렇게 들소를 몰아 넣는 절벽인 버팔로 점프가 여러 곳에 남아있는데, 앨버타주 레스브리지에 있는 해드스매시인 버팔로 점프(Head-Smashed-In Buffalo Jump)에서는 매해 5천 마리 정도의 아메리카들소를 잡았다.

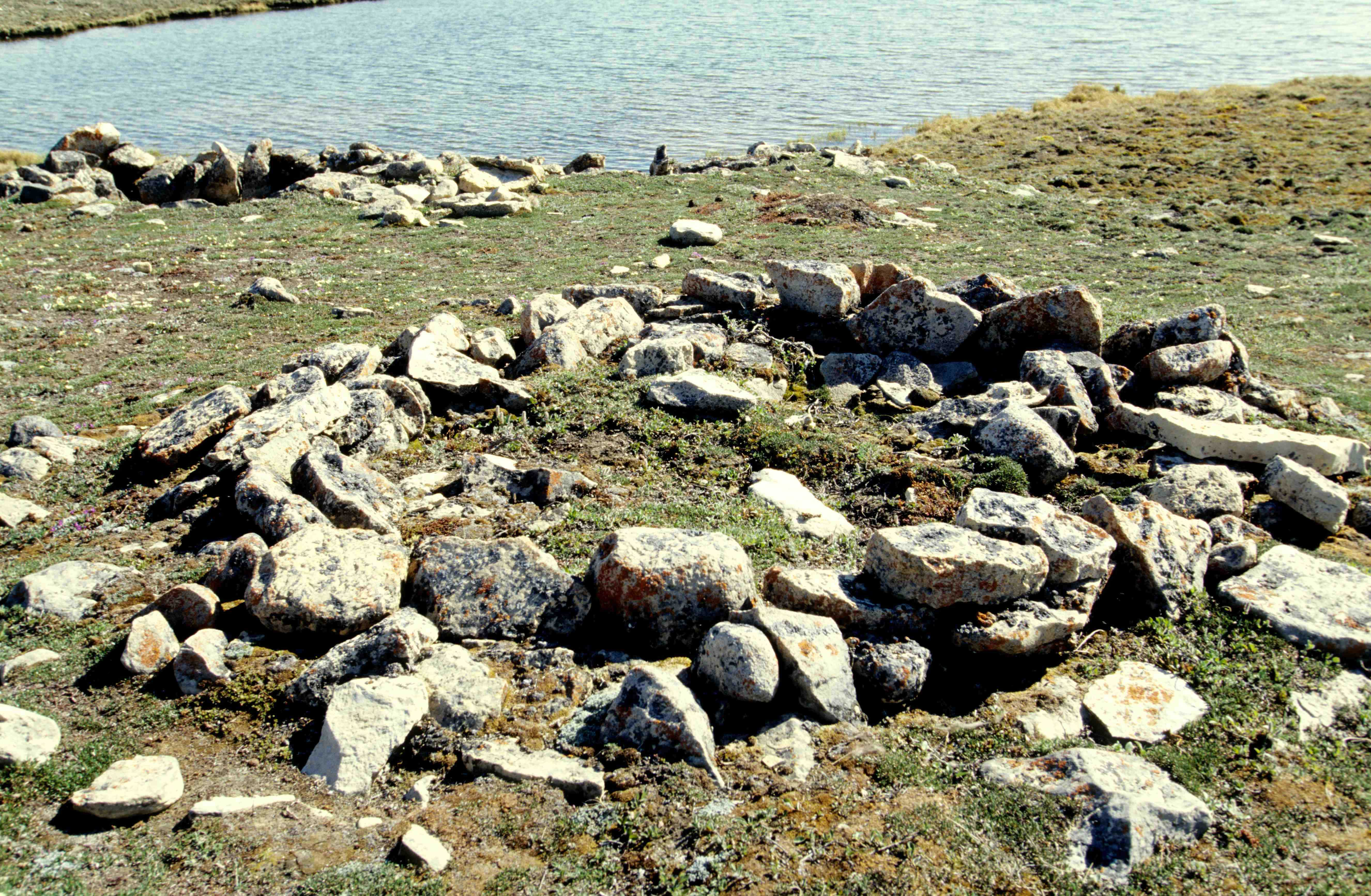
빅토리아섬 캠브리지만 근처에 있는 코퍼 이누이트의 일파인 술족의 생활 흔적

캐나다 서안에서는 약 기원전 7,000 - 5,000년 사이에 연어 사냥을 하는 다양한 문화가 생겨났다. 같은 시기 밴쿠버섬의 누우차흐눌스족은 긴창을 사용한 고래 잡이를 시작하였다. 원시 시대 북아메리카에 있었던 다양한 원시 문화 중 하나인 메리타임 원시 문화는 기원전 7,000년부터 기원전 1,500년까지 대서양 연안에 정착하여 아한대의 해양포유류를 사냥하였다. 이들은 계절에 따른 주거 공간인 배를 엎어 놓은 모양의 긴 집을 짓고 살았으며, 흰 각암으로 만든 도구를 사용하였다. 콜럼버스 도래 이전 시기 지금의 뉴잉글랜드를 비롯한 캐나다 대서양 연안에는 기원전 3,000 - 1,000년 무렵 붉은 황토색을 이용하여 무덤과 시신을 치장하였던 붉은 그림 문화가 있었다.
원시 소도구 문화는 기원전 2,500년 무렵 알레스카 반도에서 비롯되어 브리스톨 만과 베링해 동쪽까지 확산되었다. 이 팔레오 원시 문화는 활촉이나 창촉과 같은 석기 주변에 독특한 모양의 작은 날을 세워 사용하였는데, 훗날 두 개의 집단으로 분리되었다. 그 중 하나는 대서양 연안에 정착하여 술족의 조상이 되었다.:179–81

### 원시 시대 이후

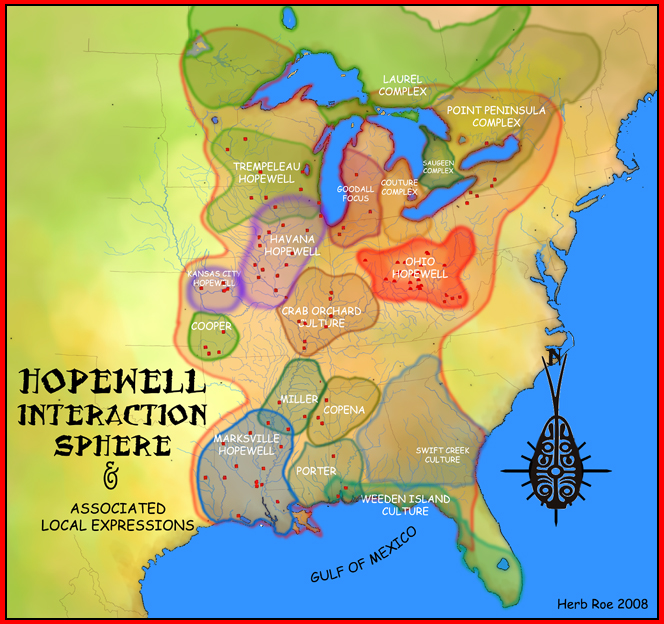
기원전 3,000년 - 기원전 500년 사이에 있었던 오대호 주변의 호프웰 문화

기원전 3,000 - 500년 사이 고대 구리 복합 문화를 지닌 사회가 발전하였는데, 우드랜드 문화를 대표적인 사례로 들 수 있다. 오대호 북쪽 지역에서는 빙하 퇴적물에 섞여 자연적으로 형성된 구리를 별다른 가공없이 도구로 사용하였다.
우드랜드 문화는 기원전 2,000년 - 기원전 1,000년 사이 지금의 온타리오주, 퀘벡주와 메리타임 지역에서 발달하였다. 우드랜드 문화 후기 온타리오 남부의 라우랜트족이 도기를 제작하기 시작하였다. 이들은 뾰족한 바닥에 기호를 새겨 넣은 도기를 만들었다. 우드랜드 문화는 이 외에도 비버의 앞니를 이용한 단검, 팔찌와 같은 장신구, 끌과 같은 도구 등의 유물을 통해 확인할 수 있다. 우드랜드 문화는 호박, 옥수수, 콩과 같은 작물을 재배하면서 급속한 인구 증가를 보였다.
기원전 300년부터 기원전 500년 사이에 아메리카의 강기슭에는 호프웰 문화가 발전하였다. 이들은 온타리오호를 중심으로 여러 문화와 사회를 연결하는 호프웰 교역망을 구축하였다. 호프웰 문화의 흔적은 포인트 반도 복합 문화, 사우진 복합 문화, 라우렐 복합 문화와 같은 문화들의 유적들에서 나타난다.

#### 퍼스트 네이션

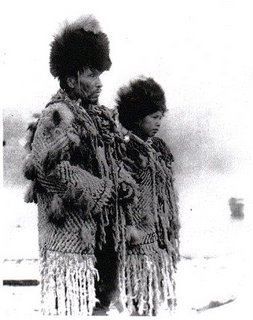
1906년 무렵 조지 추장이 세나쿠 마을에서 전통 복장을 하고 딸과 함께 찍은 사진

퍼스트 네이션 사람들은 기원전 500년부터 기원후 1,000년 사이에 지금의 캐나다 곳곳에 정착하여 각자 독자적인 문화와 관습을 발전시키고 서로간에 무역로를 만들었다. 북서부에는 아타파스칸, 데네족, 싱차디네족(Thlingchadinne, 개 옆구리 부족)와 같은 나데네어족의 부족이 정착하였고, 태평양 연안을 따라 심시언 연맹에 속하는 하이다족, 콰키우틀족, 누우차흐눌스족과 같은 부족이 자리를 잡았다. 대평원 지역에는 니시타피(Niitsítapi, 진짜 사람) 연맹에 속하는 카이나와, 사르키같은 부족이 자리 잡았다. 우드랜드 북쪽에는 크리족, 치페으얀족이 정착하였다. 오대호 주변에는 아니시나아베 연맹인 알공퀸, 미크마크, 이로쿼이, 그리고 와이언도트가 정착하였다. 대서양 연안에는 베오수크, 말리시트, 이누, 아베나키, 미크마크 부족이 정착하였다.
캐나다 원주민 문명 가운데 여러 곳이 도시를 이루고 독특한 건축물을 만들었는데, 이들이 만든 건축물로는 인공적인 둔덕이 대표적이다. 캐나다 원주민 사회는 복잡한 계층으로 나뉘어 있었다. 고고학적 연구가 계속되면서 이들 문명은 유럽인이 도래한 15세기 후반에서 16세기 초방까지 계속하여 독자적인 발전을 해왔다는 것이 확인되고 있다.
크리스토퍼 콜롬버스 이전에도 아메리카 원주민과 다른 대륙의 사람들이 접촉한 적이 있었지만 일시적 이었다. 1,000년에 유럽인이 캐나다 지역에 왔지만 우발적인 일이었고 유럽인이 본격적으로 정착하기 시작한 것은 17세기 이후이다. 콜럼버스 이후 유럽인들이 본격적으로 아메리카로 오기 시작하였고, 유럽인들은 퍼스트 네이션과 무역을 한 기록을 남기기 시작하였다. 이러한 무역은 대개 이로쿼이 연맹과 같은 강력한 정치 조직과 이루어졌다. 16세기를 지나면서 유럽인들은 해마다 정기적으로 선박을 이끌고 캐나다 동부 연안에 와서 어로를 하였고, 부수적으로 모피 무역을 하였다. 영국은 아메리카 원주민들과 자국의 무역을 감독하기 위해 인디언부를 두었다.
아메리카 원주민이었던 조에 카필라노는 1907년 영국의 에드워드 7세를 만나 유럽 이주민들로 인한 토지 문제와 원주민의 권리에 대해 말하기도 하였다.

#### 이누이트

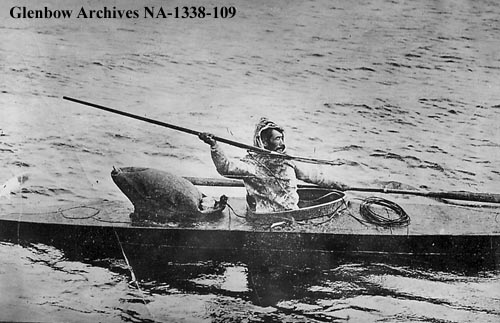
카약을 타고 사냥하는 이누이트 1908년 - 1914년 사이의 사진

이누이트는 알레스카와 캐나다 북부, 그리고 그린란드의 북극권에서 생활하는 원주민이다. 투니이트 또는 이누크티투트라고 불린 이누이크의 선조들은 기원후 1000년 무렵 알레스카 서부에 도르세트 문화를 이루었다. 이누이트는 이누이트어로 사람이란 뜻이고 투니이트는 큰 사람이란 뜻이다. 인류학에서는 이누이트의 개 사육, 큰 무기를 비롯한 여러 문화 요소의 기원이 도르세트 문화라고 가정하고 있다. 1300년, 이누이트는 그린란드 서쪽 해안에 정착하였고 한 세기 뒤에는 동쪽 해안까지 퍼져나갔다. 이누이트는 남쪽의 다른 문화들과 교역을 하였고 영토에 대한 협약을 맺기도 하였다.
이누이트 사이에서도 종종 전쟁이 일어나곤했는데 누나타미우트라 불린 알레스카 서안의 유목민족과 여러 차례 전쟁이 있었다. 13세기 무렵 그린란드에서 새로운 극지 문화가 시작되어 지금의 캐나다 지방에도 전파되었다. 그린란드의 이누이트 문화는 이바르 바르다르손(Ívar Bárðarson, 작은 사람들)이라고 불린 민족과 전쟁에서 패하여 소멸되었다. 14세기에 들어 이누이트의 서부 정착지 한 곳과 북부 정착지 두 곳이 스크랠링(Skræling)이라 불린 유럽에서 건너온 노르드인에게 점령되었다.

#### 메티스

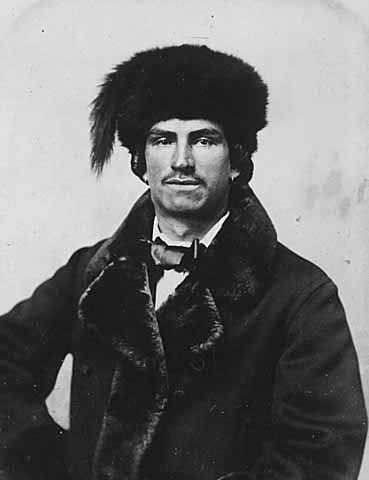
1870년 무렵 촬영한 메티스 모피상의 모습

메티스(Métis)는 유럽인(대부분 프랑스인)과 크리, 오지봐이, 알곤퀸, 소우토우, 메노미네, 미크마크, 말리세트 등의 퍼스트 네이션 사이에 태어난 혼혈이다. 메티스에 대한 기록은 17세기 중반까지 거슬러 올라간다.
메티스가 많이 살고 있는 곳는 노스웨스트 준주로, 그 외에도 브리티시 컬럼비아 주, 앨버타주, 서스캐처원주, 매니토바주, 퀘벡주, 뉴브런즈윅주, 노바스코샤주, 그리고 온타리오주 등에도 거주하고 있다.
널리 알려진 메티스로는 텔레비전 배우인 톰 젝슨, 노스웨스트 준주 장관 토니 휘트퍼드 등이 있다. 역사적으로는 1869년 - 1870년 레드 리버 봉기와 1885년 노스웨스트 봉기를 주도한 루이 리엘이 있다.
메티스는 메티스 프랑스어를 사용하거나 원주민어와 프랑스어가 혼합되어 생긴 크리올인 미시프를 사용한다. 오늘날에는 캐나다 영어나 캐나다 프랑스어를 제2 언어로 사용하는 경우도 많다. 19세기에 영국계 유럽인과의 혼혈이 증가함에 따라 “앵글로 메티스” 공동체가 형성되었다. 오늘날 앵글로 매티는 제1 언어로 크리어, 소우토우어와 같은 원주민어를 사용하고 제2 언어로 영어를 사용하지만, 이들의 부모세대는 아일랜드어의 영향을 받은 캐나다 켈트어나 스코틀랜드 방언의 영향을 받은 “번지”(Bungee)어를 쓰기도 하였다.
1982년 헌법 35조에서는 여전히 메티스를 독립된 선주민으로 표기하지 않고 있으나, 2003년 11월 23일 캐나다의 상원은 메티스가 독자적인 권리를 갖는 선주민이라고 인정하였다.
메티스는 퍼스트 네이션이나 이누이드와 달리 인디언 등록제에 의한 차별을 받지는 않았지만, 그들의 원주민 조상들로부터 물려받은 문화를 지키며 원주민 사회에서 어울려 살았다.

### 동화 정책

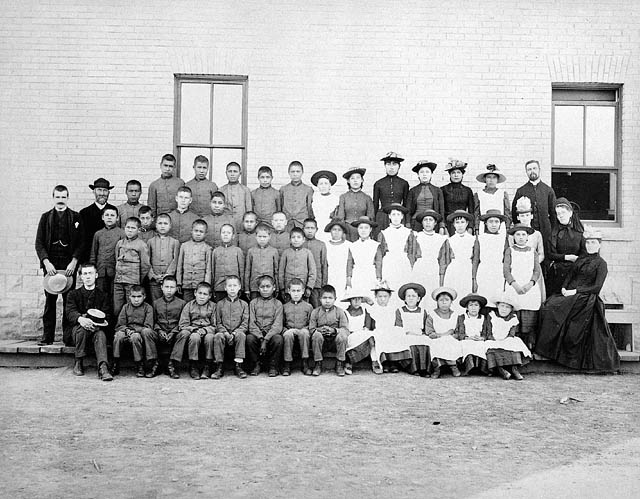
세인트폴 인디언 공업학교, 매니토바 주 미들처치. 1901년 촬영

18세기 후반부터 유럽계 캐나다인들은 원주민들 자신들의 문화에 동화시키려고 하였다. 그들은 이를 "캐나다 문화" 정착이라고 표현하였다. 동화 정책은 19세기 후반에서 20세기 초에 절정에 달했는데, 이는 유럽계 캐나다인의 문화 제국주의적 정치 성향 때문이었다. 동화 정책에 따라 원주민 아동을 기숙사에 수용하는 인디언 기숙 학교 제도가 시행되었는데 이는 제노사이드에 다름 없다는 비난을 받았다. 기숙 학교는 부모의 의사에 상관없이 아동들을 원주민 문화로부터 격리하여 언어를 비롯한 모든 생활 양식을 유럽계 문화에 편입시키고자 하였다. 인디언 기숙 학교에 대한 진실과 화해 위원회는 2006년 보고서에서 기숙 학교 제도를 운영하면서 원주민을 이주 시키기 위해 사용한 비용은 모두 2억 캐나다 달러에 달한다고 밝혔다. 인디언 기숙 학교 제도는 캐나다 원주민과 유럽계 양쪽 사회 모두에 큰 상처를 남겼다.
2008년 스테펀 하퍼 총리는 캐나다 정부와 시민의 대표로서 기숙 학교 제도에 대해 사과하였다.

## 법률과 정책

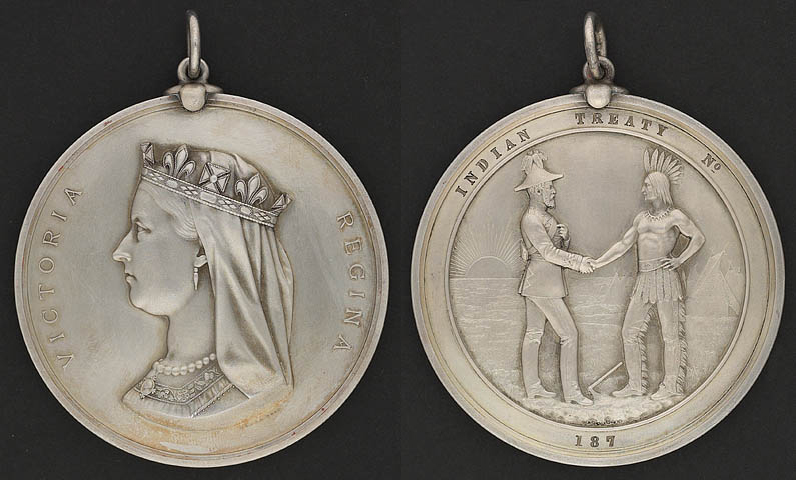
연번(連番) 조약 3, 4, 5, 6, 7 호를 기념하는 메달. 앞면에 빅토리아 여왕의 이미지를 넣었고 뒷면에 “인디언 조약 제 _ 호”의 문구와 영국인과 추장이 조약을 맺는 이미지를 넣었다.

캐나다 지역별 연번 조약 연도

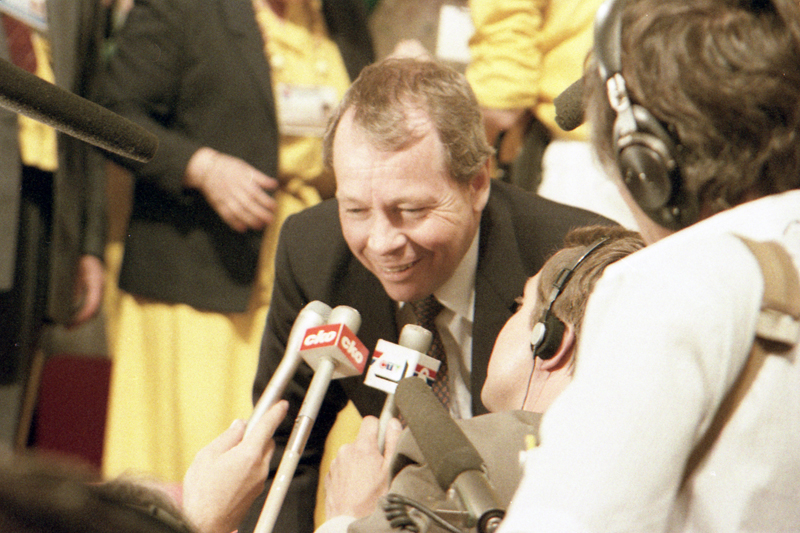
1983년 법안 C-31을 제안하고 있는 전 인디언 사무 및 북부 개발 장관 데이비드 크롬비

### 조약
캐나다 군주제와 원주민은 캐나다 식민지화 이래 연번 조약, 인디언 법, 1982년 캐나다 헌법 등을 통해 법률적 관계를 가져왔다. 이들 조약 및 법률의 당사자는 캐나다 원주민과 캐나다의 군주제로서 캐나다 내각은 당사자가 아니다. 뉴질랜드의 마오리족 역시 이와 비슷한 와이탕기 조약을 맺었다. 연번 조약은 총 11개로 이루어져 있으며 1871년부터 1921년까지 차례로 채결되었다. 캐나다 정부는 조약에 대한 정책을 입안하고 조약 채결 후 이를 승인하였다. 조약의 집행은 캐나다 원주민 법에 의해 인디언 사무 및 북부 개발 장관이 관할하였다.
〈퍼스트 네이션과 연방 군주제 사이의 정치 협정〉은 캐나다의 여왕의 권리를 인정하며 캐나다와 원주민 사이에 상호 협력하는 것을 골자로 하고 있다. 캐나다 대법원은 이 협정을 “이미 존재하여온 원주민의 주권과 군주제의 주권을 조정하여 원주민의 권리를 정의하는”것으로 해석한다. 퍼스트 네이션에 속한 부족들은 연번 조약 8호에서 이 조약의 효력이 “태양이 빛나고 풀들이 자라며 강들이 계속 흐르는 한”지속된다고 해석하였다.

### 인디언 법과 법안 C-31
캐나다 인디언 법은 1876년 재정된 이후 20회 이상 개정되었으며, 1951년 개정 이후 오랫동안 유지되어 오다가 1985년 법안 C-31에 의해 개정되어 지금까지 유지되고 있다. 법안 C-31은 원주민의 정의와 부족들의 분류 및 보호 정책을 내용으로 하였다. 1985년 캐나다 의회는 법안 C-31을 의결하였고, 이로서 법안 C-31은 현행 인디언 법이 되었다.

### 왕립 위원회
왕립 위원회는 영연방에서 자치 국가 내의 문제를 조정하는 위원회로, 원주민에 대한 왕립 위원회는 1991년 캐나다 정부에 의해 소집되었다. 이 위원회에서는 캐나다 인디언 기숙 학교 제도와 정부의 각종 원주민 정책에 대한 권고안 등을 다루었다. 위원회는 1996년 총 5권 4천 페이지의 최종 보고서를 발표하여 440개 항의 권고안을 원주민과 비원주민 및 캐나다 정부에 제시하였다. 보고서는 “향후 20년의 변화를 위한 기반”이라고 평가되었다.

### 건강 정책
1995년 캐나다 정부는 인디언의 자치 정책을 발표하였다. 이 정책으로 퍼스트 네이션에 속한 부족들과 이누이트는 고유의 역사, 문화, 정치, 경제 사정을 감안한 독자적인 자치 정부를 수립할 수 있게 되었다. 또한 캐나다 정부가 원주민의 건강 증진을 위해 건강에 대한 자기 결정권을 인정하는 가운데 의료 서비스를 제공할 것을 밝히고 있다. 이 정책에 따라 2000년 국립 원주민 의료 기구가 설립되었다.

### 정치 조직
퍼스트 네이션과 이누이트는 부족 사회를 기준으로 정치 조직을 수립하고 있고, 이로쿼이와 같은 연맹체는 드물다. 퍼스트 네이션의 지도자들은 퍼스트 네이션 의회에 참여하고 있는데, 이는 1968년 시작된 전국 인디언 형제회를 기반으로 하고 있다.
오늘날 원주민의 자치 정치 조직은 매우 다양하여 메티스와 비정형 인디언을 위한 연방 교섭단은 유럽 형태의 조직을 갖추고 있고, 다른 여러 원주민들은 다양한 정치 성향과 관점, 형태를 지니고 있다. 퍼스트 네이션과 메티스, 이누이트는 인디언 사무 및 북부 개발부를 통해 캐나다 정부와 교섭한다. 각각의 퍼스트 네이션들은 서로에 대해 독립적이다.

## 문화
캐나다 원주민들은 유럽인이 도래하기 수 천년 전부터 고유의 예술을 발달시켜 왔다. 각각의 퍼스트 네이션들은 고유의 문화를 바탕으로한 물품을 만들고 서로 거래하였다. 캐나다 원주민의 문화는 크게 보아 북서해안 문화, 고원 문화, 평원 문화, 동부 산림 문화, 아극권 문화, 극권 문화로 나뉠 수 있다. 문화기술지에서는 아래의 지도와 같이 북아메리카 원주민의 문화권을 구분하고 있다.
|  | 지도의 문화권 가운데 캐나다 지역에 해당하는 문화권은 다음과 같다. - 이누이트 - 극지문화권 - 에스키모알류트어족 - 아극지 문화권 - 나데네어족, 알그어족 - 동부 산림 문화권 - 알그어족, 이로쿼이어족 - 평원 문화권 - 수-카타우반어족 - 북서 고원 문화권 - 세일리시어족 - 태평양 북서연안 문화권 - 펜우티어족, 침시안어족, 와카시어족 |

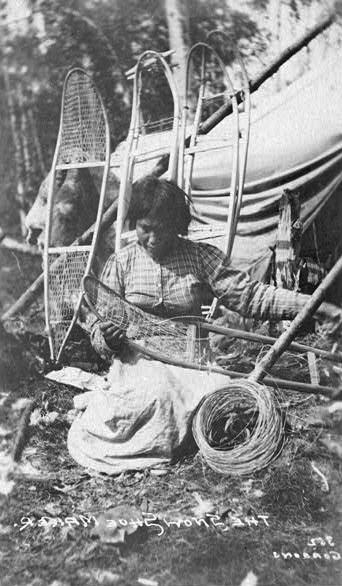
설피를 만들고 있는 캐나다 원주민. 1900년 경 촬영

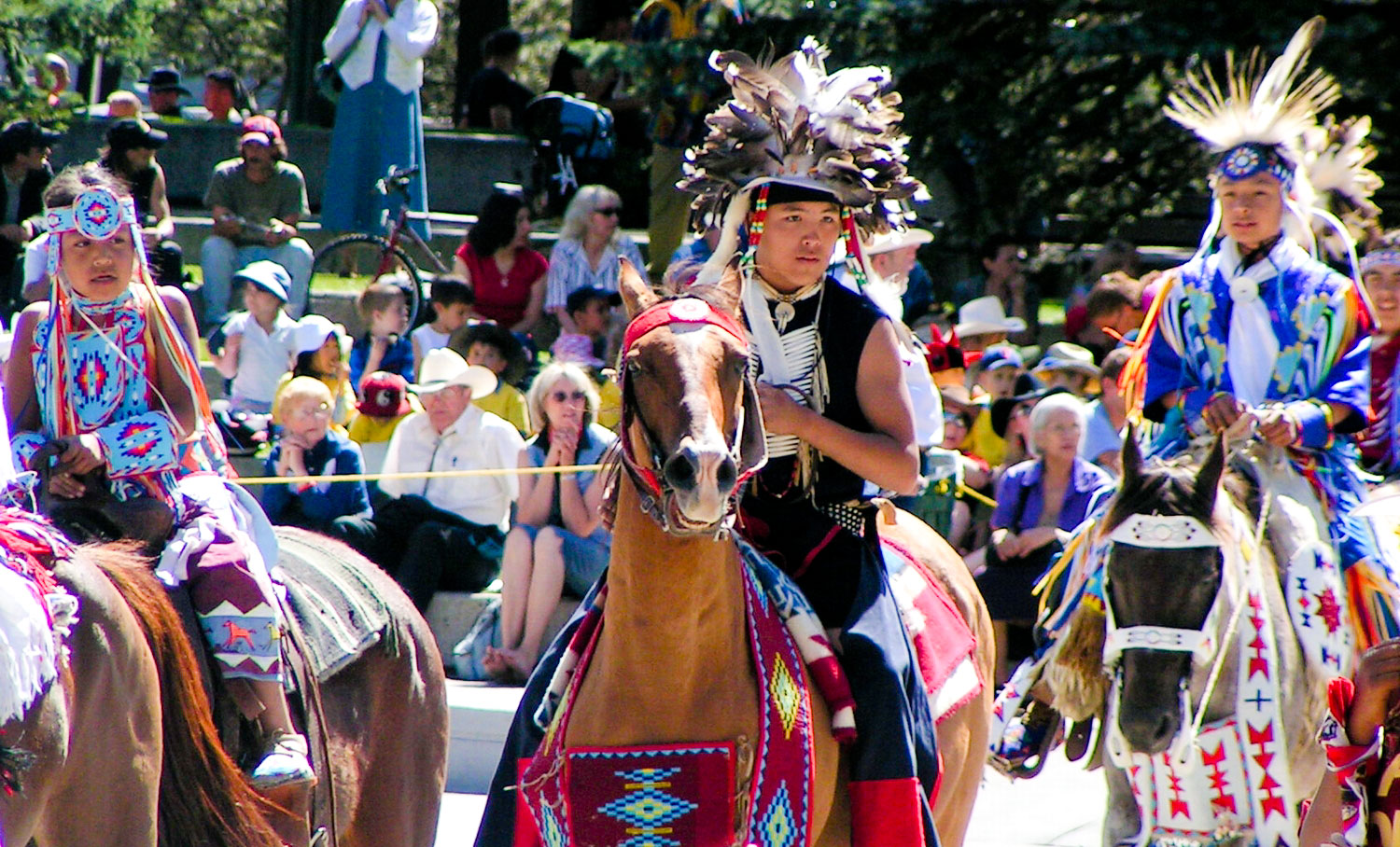
추티나 네이션(Tsuu T'ina Nation)의 축제 행렬에 참가한 어린이

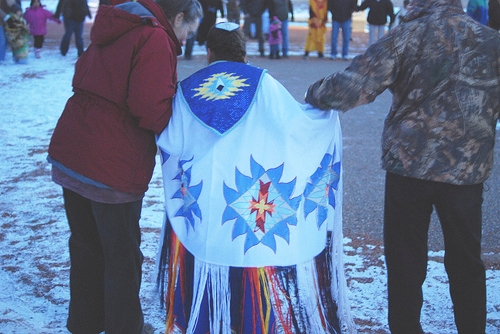
메티스 전통 의상을 입은 소녀

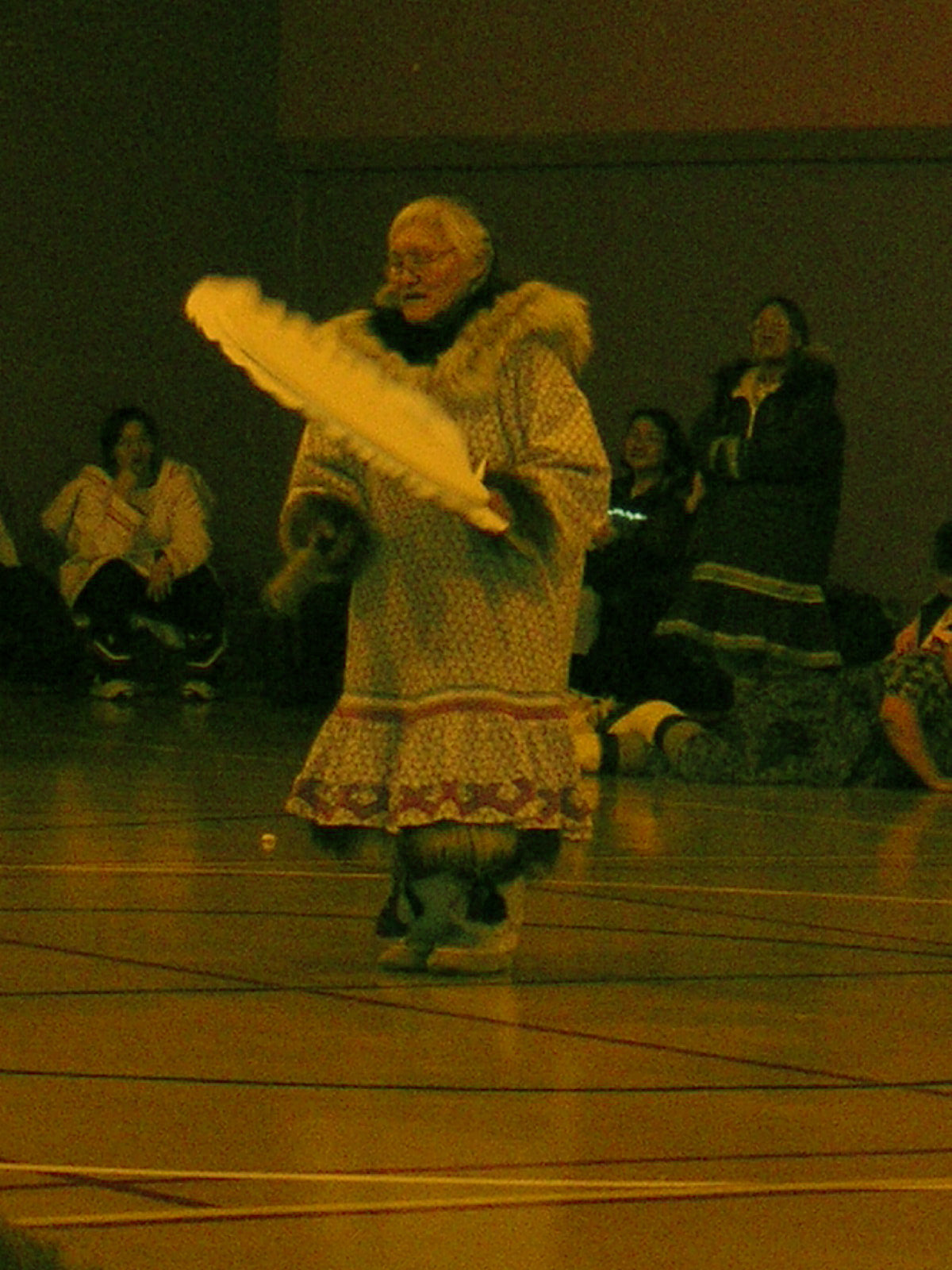
북춤을 추는 원주민

북아메리카 원주민으로부터 유래한 문화는 샐 수 없이 많다. 카누, 터보건, 라크로스, 메이플 시럽, 담배와 같은 것들이 그것이다. 바베큐, 해먹, 말코손바닥사슴을 가리키는 “무스”와 같은 낱말 역시 북아메리카 인디언들의 언어에서 비롯되었다. 캐나다의 지명 가운데에는 원주민어를 그대로 차용하거나 번역하여 사용하는 것이 많다. “캐나다”란 이름 자체도 이로쿼이 어로 마을 또는 정착지를 뜻하는 낱말에서 비롯되었다. 서스캐처원주의 이름은 그곳을 지나는 서스캐처원강에서 유래하였는데, 이는 크리어 "키시스캇체완 시피"(Kisiskatchewani Sipi)"에서 온 것으로 “빠르게 흐르는 강”이란 뜻이다. 캐나다의 수도 오타와는 알곤퀸어 “아다웨”(adawe)가 어원으로 “거래하는 곳”이란 뜻이다. 청소년 단체인 스카우츠 캐나다와 걸가이드스 오브 캐나다에서는 다양한 캐나다 원주민의 도구와 예술, 독특한 캠핑 방식과 생존술 등을 가르치고 있다.
원주민 문화 지역은 오랜 시간 동안 원주민들이 정착하여 사는 곳이나 유럽인의 도래 이후 이주하여 사는 곳으로 캐나다 곳곳에 산재하고 있다. 브리티시 컬럼비아의 태평양 북서 해안 원주민들은 해안이나 강변에서 어로를 주로 하면서 정착하였다. 중부 평원 지역의 원주민 사회에서는 아메리카들소를 사냥하였고, 그보다 북쪽의 타이가 지역에서는 말코손바닥사슴, 즉 무스를 사냥하였다. 한편, 오대호와 세인트로렌스강 주변에 정착한 원주민들은 곡식을 경작하였다. 이누이트들은 순록, 어류, 그리고 기타 해양 포유류를 사냥하였다.
연번 조약 7호에 의해 발효된 인디언 보호 구역은 캐나다의 법률로서 퍼스트 네이션의 영토와 자치 지역을 설정하고 있다. 서스케처원 주의 프린스 엘버트시에 있는 오파이코스키칸 보호 구역이나 퀘벡 시의 웬다케, 앨버타 주의 스토니 플래인 135와 같이 일부 보호 구역은 도심에 있는 경우도 있다. 각각의 보호 구역은 서로 다른 여러 조약들에 의해 설정된 것이다. 오늘날 많은 원주민들이 고향을 떠나 다양한 일에 종사하며 살고 있다. 그러나, 선조들로부터 전해진고유 문화는 이들에게도 큰 영향을 미치고 있다. 캐나다의 전국 원주민의 날은 퍼스트 네이션과 메티스, 이누이트의 문화를 알리고 서로의 화합을 위한 행사로 1996년 6월 21일 시작되었고, 대부분의 지방자치단체에서 이날을 공휴일로 지정하고 있다.

### 언어
캐나다에는 11개의 원주민 언어가 있으며 방언을 구분하면 65개에 달한다. 그러나 오늘날 다중의 화자가 사용하는 언어는 크리어, 이누이트어, 오지브웨어 정도 이고 다른 언어 사용자는 극소수이다. 캐나다의 지방 가운데에는 영어와 프랑스어 외에 원주민어를 공용어로서 인정하고 있는 두 곳이 있는데, 누나부트 준주에서는 이누크티투트어와 이누인나크툰어를 공용어로서 사용한다. 이누크티투트어는 누나부트 외에도 북부의 여러곳에서 공용어로 사용되고 있다. 노스웨스트 준주에서는 “공용어법”을 재정하여 영어, 프랑스어, 치페위안어, 크리어, 티크야티어(Tłı̨chǫ Yatıì), 슬라비어, 그위치인어와 이누인나크툰어, 이누크티투트어를 공용어로 채택하고 있다. 그러나, 정부 내에서는 영어와 프랑스어를 사용하며 민원 접수 역시 영어와 프랑스어로만 이루어지고 있다.
| 캐나다 원주민 언어 | 화자의 인구 | 모어 인구 | 공동체를 이루어 사용하는 인구 |
| --- | ----------- | --------- | ----------------------------- |
| 크리어 | 99,950      | 78,855    | 47,190                        |
| 이누크티투트어 | 35,690      | 32,010    | 25,290                        |
| 오지브와어 | 32,460      | 11,115    | 11,115                        |
| 이누-아이문어 | 11,815      | 10,970    | 9,720                         |
| 디네술린어 | 11,130      | 9,750     | 7,490                         |
| 오지-크리어 | 12,605      | 8,480     | 8,480                         |
| 미크마크어 | 8,750       | 7,365     | 3,985                         |
| 시옥스어 | 6,495       | 5,585     | 3,780                         |
| 아티카메크우어 | 5,645       | 5,245     | 4,745                         |
| 블랙풋어 | 4,915       | 3,085     | 3,085                         |
| 출처: Statistics Canada, 2006 Census Profile of Federal Electoral Districts (2003 Representation Order): Language, Mobility and Migration and Immigration and Citizenship. Ottawa, 2007, pp. 2, 6, 10. |             |           |                               |

### 예술
캐나다 원주민 각각의 문화는 매우 다양하여 일괄하여 설명하기 어렵다. 더욱이 서로의 문화가 섞이고 유럽인의 도래이후 유럽 문화의 영향을 받으면서 매우 다양한 문화를 만들어 내었다.
문화박물관에 수집된 원주민의 문화재 가운데에는 유럽인들과의 무역을 통해 들어온 금속과 유리를 이용한 공예품을 살펴볼 수 있다. 특히, 원주민과 유럽계의 혼혈인 메티스의 문화에는 혼합문화적인 특징이 두드러진다. 캐나다 정부가 19세기에서 20세기 전반 사이에 펼친 동화정책으로 한 때 태양춤, 선물 잔치와 같은 원주민 고유의 문화가 금지되기도 하였다.

### 음악
원주민의 음악 역시 서로 다른 다양한 전통이 있다. 원주민 사회에서 음악은 공적인 회합의 자리나 사적인 축하의 자리에서 두루 쓰였다. 공적인 회합에서는 북과 같은 악기를 사용한 춤을 추기위한 음악이 연주되었고, 사적인 음악으로는 타악기 반주를 곁들인 노래를 불렀다. 태양춤은 여러 사람이 함께 어울려 춤추고 노래한 것이지만, 그 내용은 노래하는 사람 자신과 가족, 그리고 찾아온 친구의 안녕을 기원하는 사적인 것이었다.
전통적으로 캐나다 원주민들은 스스로 악기를 만들어 연주하였다. 퍼스트 네이션들은 통이나 동물의 뿔과 같은 재료로 악기를 만들고 그 위에 화려한 색상의 장식을 하였다.

## 인구
2016년 캐나다 인구 조사에 따르면 캐나다 원주민은 총 1,673,785 명으로 전체 인구의 4.9%이다. 이는 지난 십년 주기의 조사결과인 1996년의 2.8%, 2006년의 3.8%에 이어 지속적인 증가세를 보여준다. 이 가운데 977,230 명은 퍼스트 네이션 (2006년 대비 39.3% 증가), 587,545 명은 메티스 (2006년 대비 51.2% 증가), 65,025 명은 이누이트이다 (2006년 대비 29.1% 증가).
| 지역 | 인구      | 지역 인구에서 차지하는 비율 | 퍼스트 네이션 | 메티스  | 이누이트 | 다계혼혈 | 기타** |
| --- | --------- | --------------------------- | ------------- | ------- | -------- | -------- | ------ |
| 브리티시컬럼비아주 | 270,585   | 5.9%                        | 172,520       | 89,405  | 1,615    | 4,350    | 2,695  |
| 앨버타주 | 258,640   | 6.5%                        | 136,590       | 114,370 | 2,500    | 2,905    | 2,280  |
| 서스캐처원주 | 175,020   | 16.3%                       | 114,565       | 57,875  | 360      | 1,305    | 905    |
| 매니토바주 | 223,310   | 18.0%                       | 130,505       | 89,360  | 605      | 2,020    | 820    |
| 온타리오주 | 374,395   | 2.8%                        | 236,685       | 120,585 | 3,860    | 5,725    | 7,540  |
| 퀘벡주 | 182,890   | 2.3%                        | 92,650        | 69,360  | 13,940   | 2,760    | 4,170  |
| 뉴브런즈윅주 | 29,385    | 4.0%                        | 17,570        | 10,205  | 385      | 470      | 750    |
| 노바스코샤주 | 51,490    | 5.7%                        | 25,830        | 23,315  | 795      | 835      | 720    |
| 프린스에드워드아일랜드주                                                                                                   | 2,740     | 2.0%                        | 1,870         | 710     | 75       | 20       | 65     |
| 뉴펀들랜드 래브라도주 | 45,725    | 8.9%                        | 28,370        | 7,790   | 6,450    | 560      | 2,560  |
| 유콘 준주 | 8,195     | 23.3%                       | 6,690         | 1,015   | 225      | 160      | 105    |
| 노스웨스트 준주 | 20,860    | 50.7%                       | 13,180        | 3,390   | 4,080    | 155      | 55     |
| 누나부트 준주 | 30,550    | 85.9%                       | 190           | 165     | 30,140   | 55       | 10     |
| 캐나다 전체 | 1,673,780 | 4.9%                        | 977,230       | 587,545 | 65,025   | 21,310   | 22,670 |
| * 출처: 2016 Census ** 기타: 원주민 혈통이나 스스로를 퍼스트 네이션, 메티스, 이누이트 어디에도 속하지 않는다고 여기는 인구 |           |                             |               |         |          |          |        |

## 같이 보기
- 미국 원주민

## 더 읽어보기
- Asch, Michael (1998). 《Aboriginal and treaty rights in Canada : essays on law, equality, and respect for difference》. University of British Columbia Press. ISBN 0-7748-0581-1.
- Beavon, D; Voyageur, C; Newhouse, D (2005). 《Hidden in plain sight: contributions of Aboriginal peoples to Canadian》. University of Toronto Press. ISBN 0-8020-8800-7.
- Borrows, John (2002). 《Recovering Canada: the resurgence of Indigenous law》. University of Toronto Press. ISBN 0-8020-3679-1.
- Cairns, Alan (2000). 《Citizens plus: aboriginal peoples and the Canadian state》. University of British Columbia Press. ISBN 0-7748-0767-9.
- Cardinal, Tantoo (2004). 《Our story: Aboriginal voices on Canada's past》. Doubleday Canada. ISBN 0-385-66075-8.
- Cavell, Edward (2009). 《Classic Images of Canada's First Nations: 1850–1920》. Heritage House. ISBN 978-1-894974-64-6.
- Clark, Ella Elizabeth (2011년 10월 5일). 《Indian Legends of Canada》. Random House Digital, Inc. ISBN 978-1-55199-512-0.
- Dickason, Olive Patricia (1992). 《Canada's first nations: a history of founding peoples from earliest times》. University of Oklahoma Press. ISBN 0-8061-2438-5.
- Dupuis, Renée (2002). 《Justice for Canada's Aboriginal peoples》. James Lorimer and Company. ISBN 1-55028-775-3.
- Elias, Peter Douglas (1991). 《Development of aboriginal people's communities》. Captus Press. ISBN 0-921801-51-3.
- Knopf, Kerstin (2008). 《Aboriginal Canada revisited》. University of Ottawa Press. ISBN 978-0-7766-0679-8.
- Leacock, Stephen (2009), The Dawn of Canadian History: A Chronicle of Aboriginal Canada, Dodo Press ISBN 1-4099-4930-3
- Magocsi, Robert (2002). 《Aboriginal peoples of Canada: a short introduction》. University of Toronto Press. ISBN 0-8020-3630-9.
- Nock, David; Haig-BroWN, Celia (2006). 《With good intentions : Euro-Canadian and Aboriginal relations in colonial Canada》. University of British Columbia Press. ISBN 978-0-7748-1138-5.